# Slånmätare
Slånmätare, Aleucis distinctata, är en fjärilsart som först beskrevs av Gottlieb August Herrich-Schäffer 1839. Slånmätare ingår i släktet Aleucis och familjen mätare, Geometridae. Arten är  påträffad i Danmark, men saknas i övriga Norden. Inga underarter finns listade i Catalogue of Life.